# Noatun
Noatun es un reproductor multimedia del proyecto KDE. Noatun está basado en una arquitectura de plugins, los cuales pueden ser cargados y descargados durante la ejecución. Los plugins en Noatun se encargan de todo lo "utilizable" de la aplicación. Sus categorías son: interfaces gráficas, listas de reproducción, visualizaciones y otros.